# قصر الأمير طاز
قصر الأمير طاز، أحد القصور التاريخية التي أنشئت خلال عصر المماليك في مصر.

## موقعه وتاريخه
يقع القصر بالقاهرة القديمة بمنطقة الخليفة بالقلعة بشارع السيوفية المتفرع من شارع الصليبة. أنشأه صاحبه الأمير سيف الدين طاز بن قطغاج، أحد الأمراء البارزين في عصر دولة المماليك البحرية، والذي بدأ يظهر اسمه خلال حكم عماد الدين إسماعيل بن الناصر محمد بن قلاوون (1343 – 1345م) إلى أن أصبح في عهد أخيه الصالح زين الدين حاجى أحد الأمراء ممن بيدهم الحل والعقد في الدولة في ذلك الوقت.

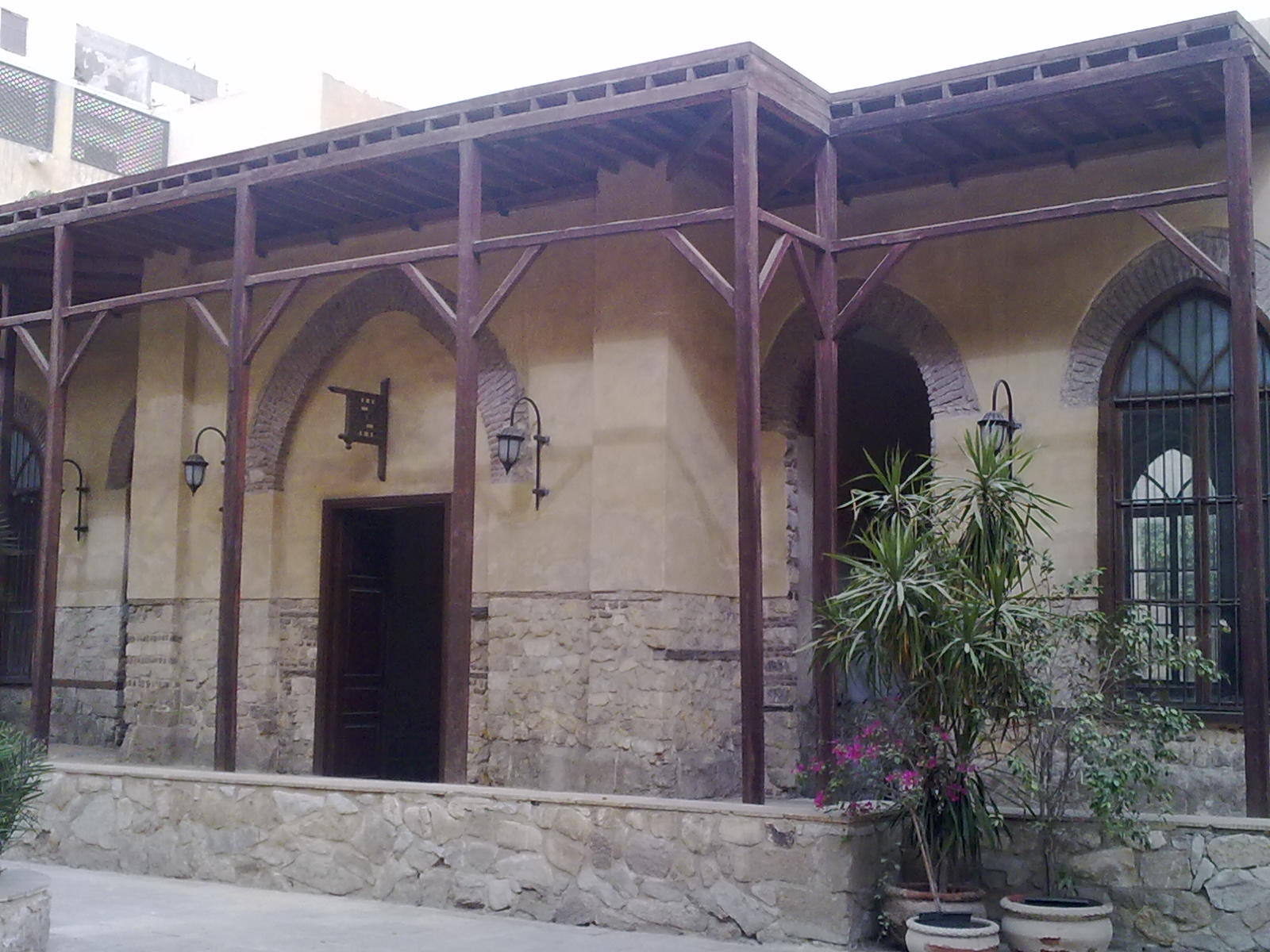

في الربع الأخير من القرن التاسع عشر وعندما بلغ قصر الأمير طاز من العمر خمسمائة عام رأت الحكومة الخديوية أن تحيل القصر إلي الاستيداع وقررت تحويله إلي مدرسة للبنات بإيعاز من علي باشا مبارك أحد رواد التنوير حينذاك ولكن لم تمض سوي عشرات قليلة من السنين إلا وأخلت وزارة التربية والتعليم القصر ليس من أجل ترميمه والحفاظ عليه بعد أن ظهرت عليه آثار الشيخوخة بشكل واضح ولكنها أخلته لتحويله إلي.. مخزن! ولأن القصر كبير ومتسع ويقع في قلب القاهرة فقد كان مؤهلا من وجهة نظر الوزارة أن يكون المخزن الرئيسي لمئات الألوف من الكتب الدراسية وعشرات العربات التي تم تكهينها ومئات الأطنان من الخردة بمختلف أنواعها.. ولأن الناس علي دين ملوكهم فلم يستشعر سكان المنطقة حرجا في استعمال القصر كمقبرة للحيوانات النافقة!.. لم يحتمل القصر كل هذا الهوان وهو الذي شهد وشاهد مئات السنين من العز والنعيم فانطوي علي نفسه بعد أن داهمته الامراض والعلل وتمايلت الكثير من جدرانه وانهارت العديد من غرفه.

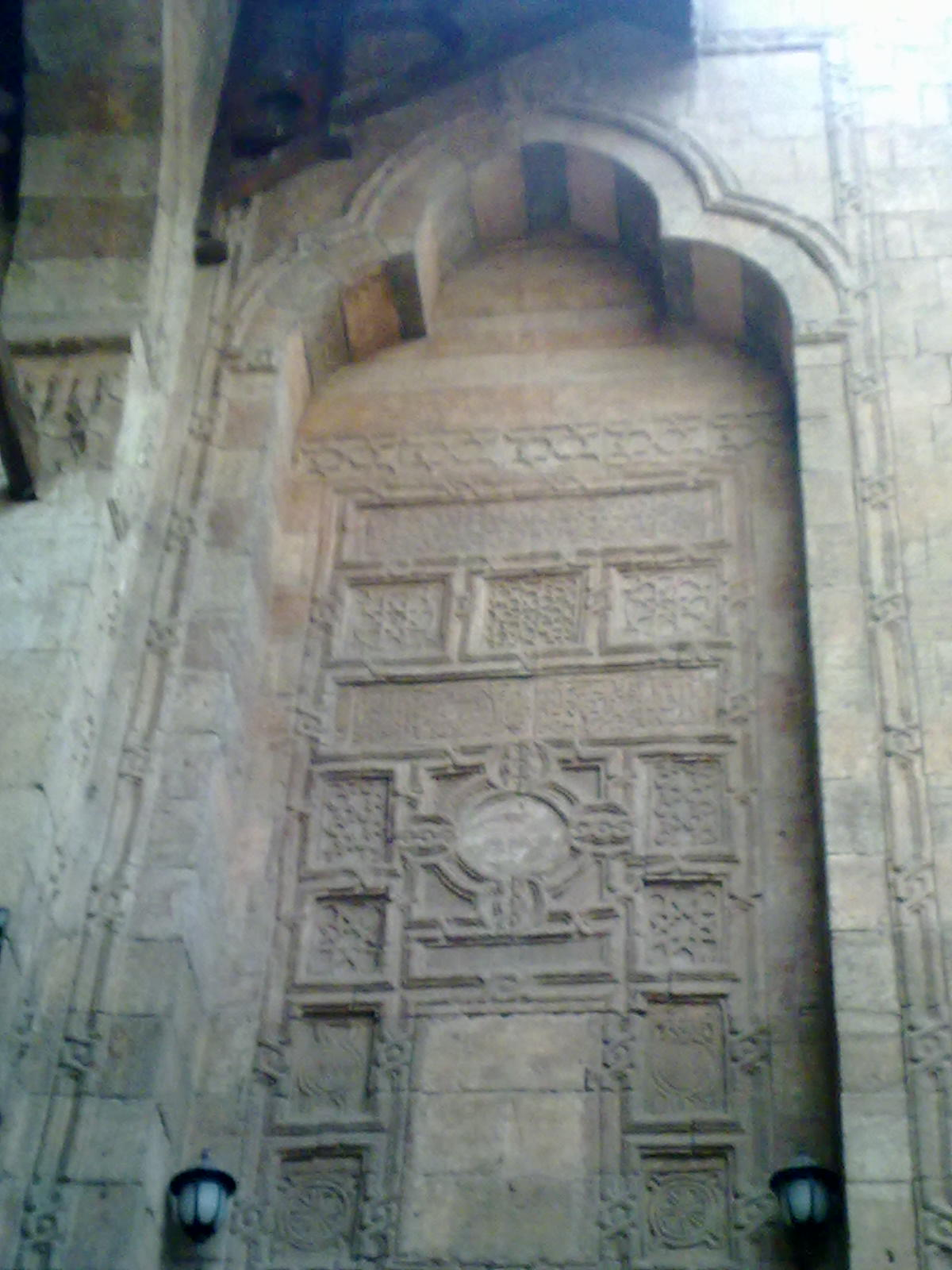

وفي أكتوبر 1992 تم إدخال القصر الي غرفة العناية المركزة بعد أن عصفت رياح الزلزال الشهير بالكثير من أركانه وأعمدته وعلي مدي عشر سنوات ظل الحال كما هو عليه إلي أن تم إعلان الوفاة إكلينيكيا في 10 مارس 2002 عندما انهار جانب كبير من الجدار الخلفي للقصر والمطل علي حارة ضيقة بها عشرات البيوت المتهالكة يسكنها مئات آلاف المواطنين أصبحت حياتهم جميعا مهددة بالخطر المنتظر بين لحظة وأخرى بعد أن أصبح الانهيار الكامل للقصر مسألة ساعات لا أكثر.. قامت وزارة الثقافة ببدء مشروع ترميم القصر بعد اهماله لفترات طويلة ولكن المهمة كانت صعبة للغاية بسبب تلف اجزاء كثيرة.. بيوت الخبرة العالمية والخبراء الاجانب اعتبروا أن الموضوع قد انتهي بالفعل وأن أي محاولات للإنقاذ مضيعة للوقت.. ولأن أبرز هوايات المصري في وقت الشدة هي تحدي المستحيل.. أو ما يبدو لغيرنا مستحيلا.. فقد هرول الجميع الي موقع القصر المنهار وفي لحظات بدأت أجهزة التنفس الصناعي وتدليك القلب في العمل بسرعة خارقة وتمت عملية الإنقاذ ووقف العالم مبهورا وهو يري الحياة تعود إلي القصر الذي تم ترميمه بكفاءة لا يمكن وصفها.. ولم يكتف المصريون بالإنقاذ والترميم ولكن المفاجأة الأكبر كانت في الاكتشافات الأثرية المهمة التي واكبت ذلك وأدت إلي إزاحة الستار عن المزيد من خبايا القصر.. العمل الذي تم إنجازه ورائع بكل المقاييس ولذلك قررت أخبار النجوم أن تصحبكم في جولة سريعة لتتعرفوا علي القصة منذ بدايتها.

## وصف القصر

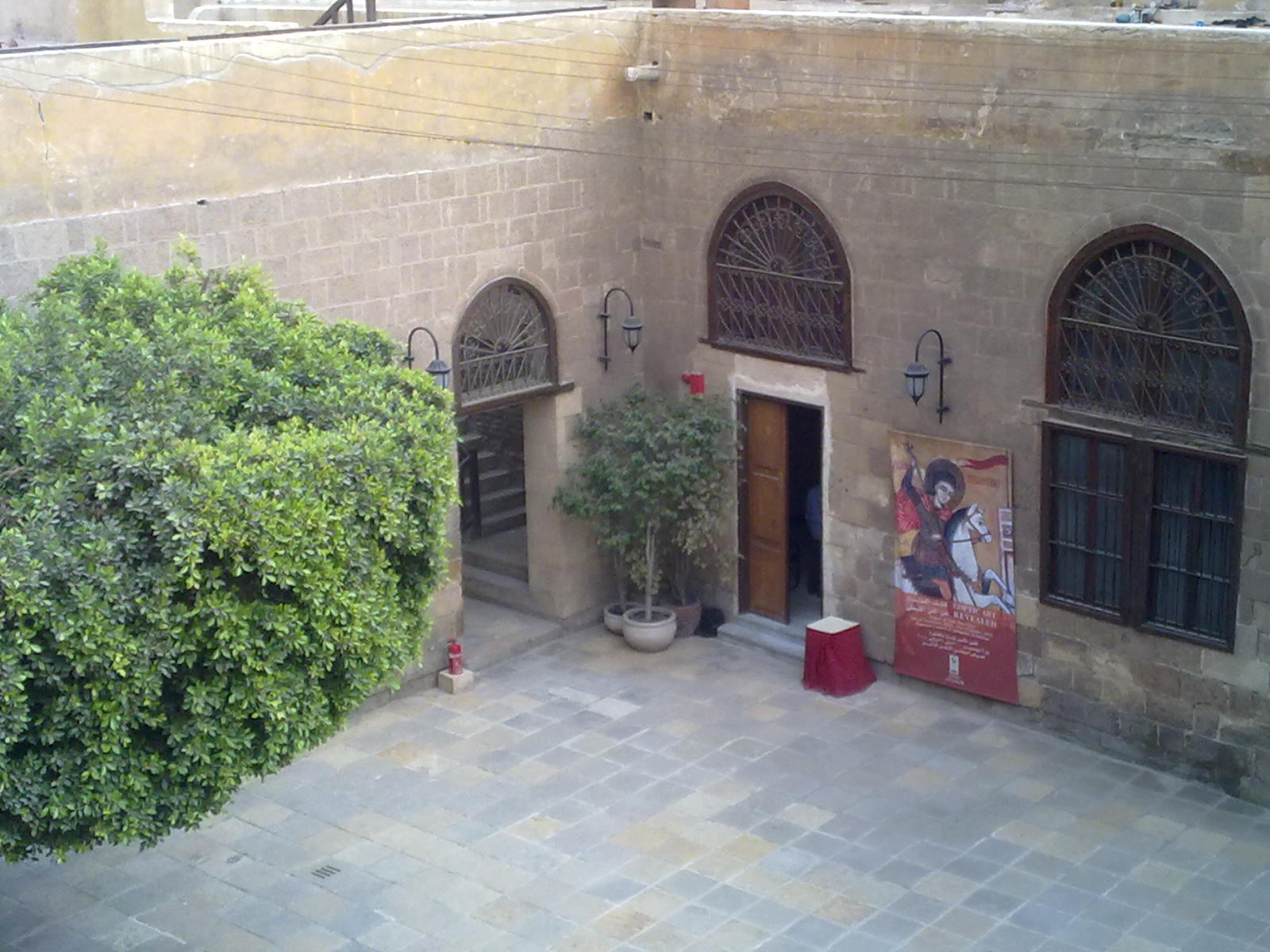

تبلغ مساحة القصر الاجمالية أكثر من ثمانية آلاف متر مربع وهو عبارة عن فناء كبير في الوسط خصص كحديقة تتوزع حولها من الجهات الأربع مباني القصر الرئيسية والفرعية وأهمها جناح الحرملك والمقعد أو المبني الرئيسي المخصص للاستقبال واللواحق والتوابع والإسطبل.
أما الآن فلم يتبق من هذه المباني سوي الواجهتين الرئيسية المطلة علي شارع السيوفية والخلفية المطلة علي حارة الشيخ خليل وهي التي بدأ منها الانهيار والمقعد الذي تم تجديده في عهد 'علي أغا دار السعادة' صاحب السبيل والكتاب الملحقين بالقصر وجزء صغير من قاعات الحرملك فضلا عن القاعات المستحدثة التي استخدمت كمخازن أو قاعات دراسية في عصور لاحقة.

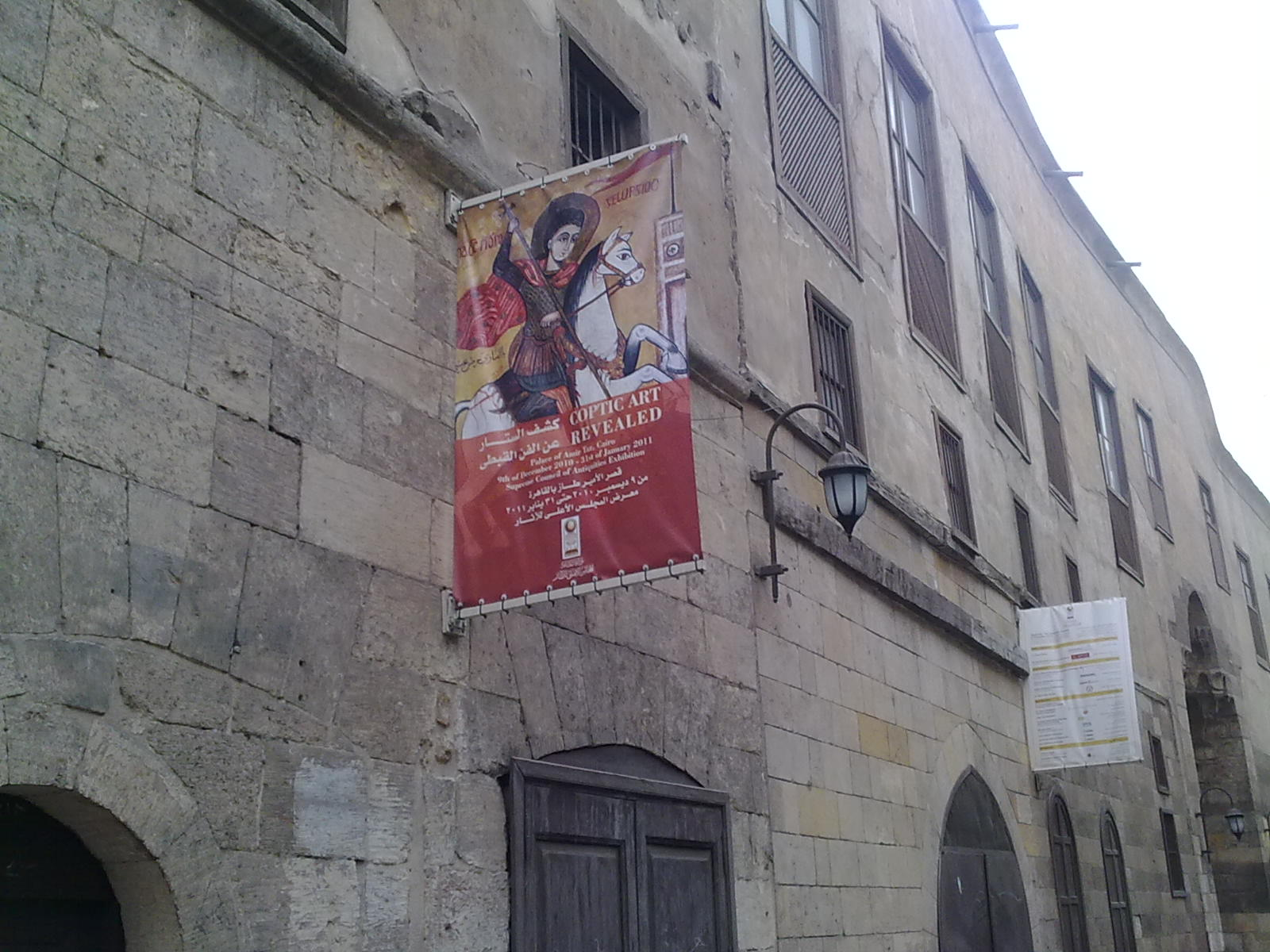
الواجهه الرئيسية

والمدخل الرئيسي للقصر عبارة عن كتلة متماسكة تبدأ بممر مستطيل له باب من خلفه واحدة في نهايته قبو علي جانبيه مدخلان يفتح كل منهما علي فناء مستطيل هو صحن القصر وهذا المدخل الكامل يطل علي شارع السيوفية.
كما يوجد للقصر مدخل فرعي يطل علي حارة الشيخ خليل وصفته الكتابات والوثائق القديمة بأنه باب سر القصر وللقصر قاعة سفلية رئيسية تم ترميمها بالكامل جدرانها مغطاة بطبقة من الجص الذي يناسب الحجارة التي بنيت بها القاعة في الأصل.
أما الجزء الخاص بالحرملك فهو يطل علي الفناء أو الحديقة بمجموعة من الشبابيك المصنوعة من الخشب 'البغدادلي' والتي تعد تحفة فنية فريدة وتعلوها ثلاثة شبابيك مستديرة وهي التي تعرف بالقمريات وبالقصر إيوانان أحدهما في الجهة الشمالية والآخر في الجهة الجنوبية والإيوان الشمالي مربع يغطيه سقف ذو زخارف هندسية ونباتية كما أن به شريطا كتابيا تبقي منه النص التالي 'بسم الله الرحمن الرحيم أمر بإنشاء هذا المكان المبارك السعيد من فضل الله الكريم وكل عطائه العميم المقر الأشرف العالي المولوي المخدومي الغازي المجاهدي المرابطي' وهي كلها ألقاب خاصة بالأمير طاز كما يتوسط هذه الكتابات رسم لكأس يرمز الي وظيفة الساقي احدي الوظائف التي تقلدها الأمير طاز.
كما يوجد المقعد أو صالة الاستقبال الرئيسية فهو من مستويين يربط بينهما سلم وهو في كل من مستوييه عبارة عن مساحة مستطيلة تطل علي الفناء بما يشبه 'التراس' القائم علي ثلاثية أعمدة من الخشب الخرط ويوجد أسفل السقف إزار خشبي يحتوي على كتابات نسخية للآيات الأولي من سورة الفتح وملحق بهذا المقعد ثلاث قاعات مليئة بالزخارف الهندسية.

## ترميم القصر

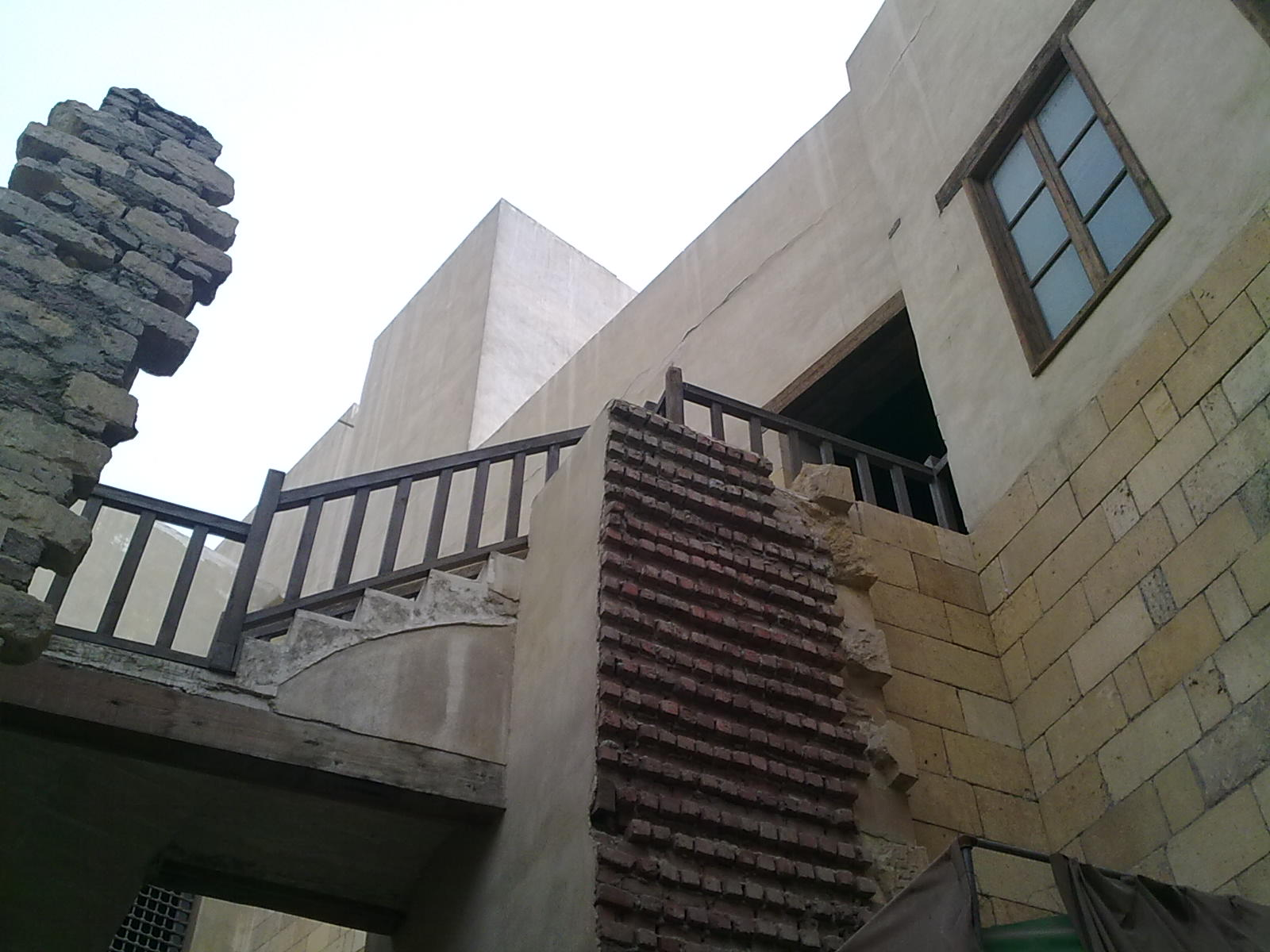

عندما بدأ الانهيار في الجدار الخلفي للقصر والمطل علي حارة الشيخ خليل هرول فريق الطواريء الي هناك حيث وجدوا أن الحائط بارتفاع خمسة وعشرين مترا..وهو ارتفاع عمارة مكونة من تسعة طوابق! قد انهار جزء منه ومال بقية الجدار بصورة واضحة تجاه منازل الحارة ووصل الميل الي نصف متر فكانت الخطة المبدئية لايقاف التدهور ذات شقين متتالين الأول عمل دعامات لايقاف أي انهيار جديد وازالة أكوام الردم الموجودة أعلي السقف والتي تمثل حملا ثقيلا قد يساعد علي أي انهيار قادم كذلك شمل هذا الشق بناء قمصان أو حوائط من الطوب حول الجدار لتثبيته ومنعه من السقوط وقد كانت هذه المرحلة شديدة الخطورة علي العاملين إذ أن جدار بارتفاع خمسة وعشرين مترا وواجهة شديدة الطول مهدد بالانهيار فوق رؤوسهم في أي لحظة ولكن هؤلاء العاملين واجهوا هذا الخطر ووافقوا عليه تحت مسئوليتهم الخاصة! أما الشق الثاني فتمثل في تقسيم القصر الي أجزاء ثم فك كل جزء علي حدة بحرص شديد تماما مثلما سبق لهيئة الآثار فك العديد من المعابد الفرعونية التي كان أشهرها وأضخمها معبد 'أبوسمبل' مع ملاحظة أن المعابد علي فخامتها كانت في النهاية كتلا حجرية متماسكة غير مهددة بالانهيار عكس القصر الذي كان يترنح ويتراقص فضلا عن أنه مكون إما من كتل بل قطع حجرية شديدة الصغر مقارنة بالمعابد أو أخشاب! وقد صاحب هذه المرحلة عملية مراقبة مكثفة خوفا من حدوث انهيار مفاجيء يهدد حياة سكان المنطقة والعاملين في المشروع وعندما تمت العملية بنجاح واكتشف فريق العمل أن الميل قد تراجع بفعل الدعامات وأن حركة المباني بشكل عام قد توقفت تم تعديل خطة فك القصر بأكمله وتم تعديلها ليقتصر هذا الفك علي الأجزاء المتهالكة فقط وكان أكبر وأهم ما تم فكه هو دور علوي كامل كان جزءا رئيسيا من الحرملك.

وكذلك كان من أهم مناطق القصر التي تم استكمالها منطقة الحمامات في الدورين الأرضي والعلوي وهي ذات أسقف جبسية تعلوها قباب صغيرة كانت مليئة بالعناصر الزخرفية.

## الترميم والاكتشافات
وبعد أن انتهت أول وأخطر المراحل وهي الخاصة بعزل الأجزاء الحساسة المهددة بالسقوط إما بالفك الكامل أو ببناء حوائط جديدة حولها لتكون بمثابة قمصان واقية تحميها بدأت عمليات الترميم واعادة التركيب للقصر بأكمله وكانت الخطوة الأولي هي ازالة المخلفات والردم الناتج عن تراكم الأتربة علي مدار عشرات السنين من الإهمال وهي مخلفات كانت من الضخامة بحيث أنها سدت الكثير من الفراغات المعمارية وفتحات ومداخل السراديب والقباب ثم أعقب ذلك فرز المكونات الأصلية للقصر التي اختلطت بهذه المخلفات عند وقوع زلزال أكتوبر 92 أو عند الانهيار الأخير في مارس 2002 وقد أسفرت هذه العملية عن العثور علي كمية هائلة من العناصر الخشبية والمعدنية والحجرية التي كان لها أكبر الأثر في عودة القصر الي رونقه القديم بنفس مكوناته الأصلية علي قدر المستطاع.

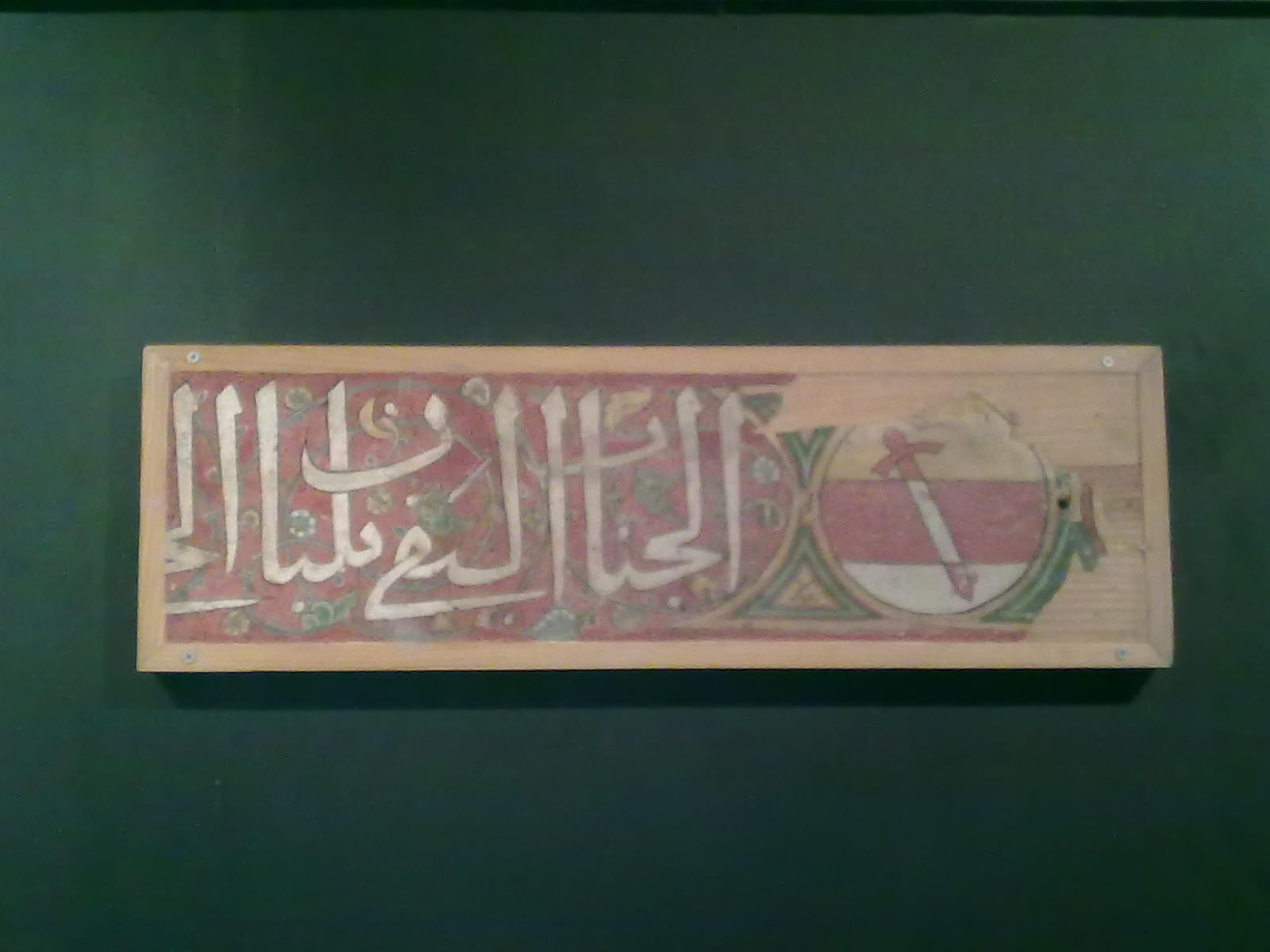
كتابات تم ترميمها

ومن أهم العناصر الأثرية للقصر التي خضعت لعمليات المعالجة والترميم الأخشاب الزخرفية أو الصماء والعناصر الرخامية والمعدنية والطبقة الجيرية التي تكسو الحوائط وكذلك الطوب والأحجار التي تم بناء الجدران بها فضلا عن الكتابات والرسوم التي كانت تعلو القطع والشرائط الخشبية والكتل الحجرية، وكل عنصر من هذه العناصر له خبراؤه المتخصصون وبالمناسبة فجمعيهم مصريون ومعظمهم من خريجي قسم الترميم بكلية الآثار وعملية الترميم عادة شديدة التعقيد والدقة ولها خطوات متتالية ومحسوبة فمثلا عند عمليات الترميم الخاصة بالألوان تم إجراء تصوير ميكروسكوبي اليكتروني ماسح لمعرفة مدي التدهور الذي تعاني منه طبقات الألوان ثم تمت عملية شفط الأتربة بحذر شديد ثم استخدام فرش تنظيف يدوية مختلفة المقاسات لا زالة ما تبقي من أتربة ورمال كما تم استخدام التنظيف الميكانيكي لكشف مواضع الخوابير الخشبية والمسامير المعدنية أما الأسقف فتمت معالجتها بيولوجيا ورشها بمواد كيميائية معينة أقرتها من قبل بيوت الخبرة العالمية المتخصصة في معالجة وترميم الآثار العالمية ثم أعقب ذلك استكمال الأجزاء الخشبية المفقودة إما عن طريق ما تم العثور عليه بين أكوام المخلفات أو باستخدام نفس نوع الخشب المستخدم في السقف مع مراعاة اللجوء الي الرتوش اللونية للزخارف والكتابات في أضيق الحدود لعدم الاخلال بالنسيج المتكامل والمتماسك للوحدات الزخرفية والكتابية وأخيرا تم إجراء عملية عزل وحماية للزخارف ضد أي مؤثرات خارجية عن طريق الرش بمواد عزل تم اختيارها عن طريق المتخصصين بعناية فائقة تفاديا لتكوين طبقة سميكة أخرى من الأتربة وخلافه!

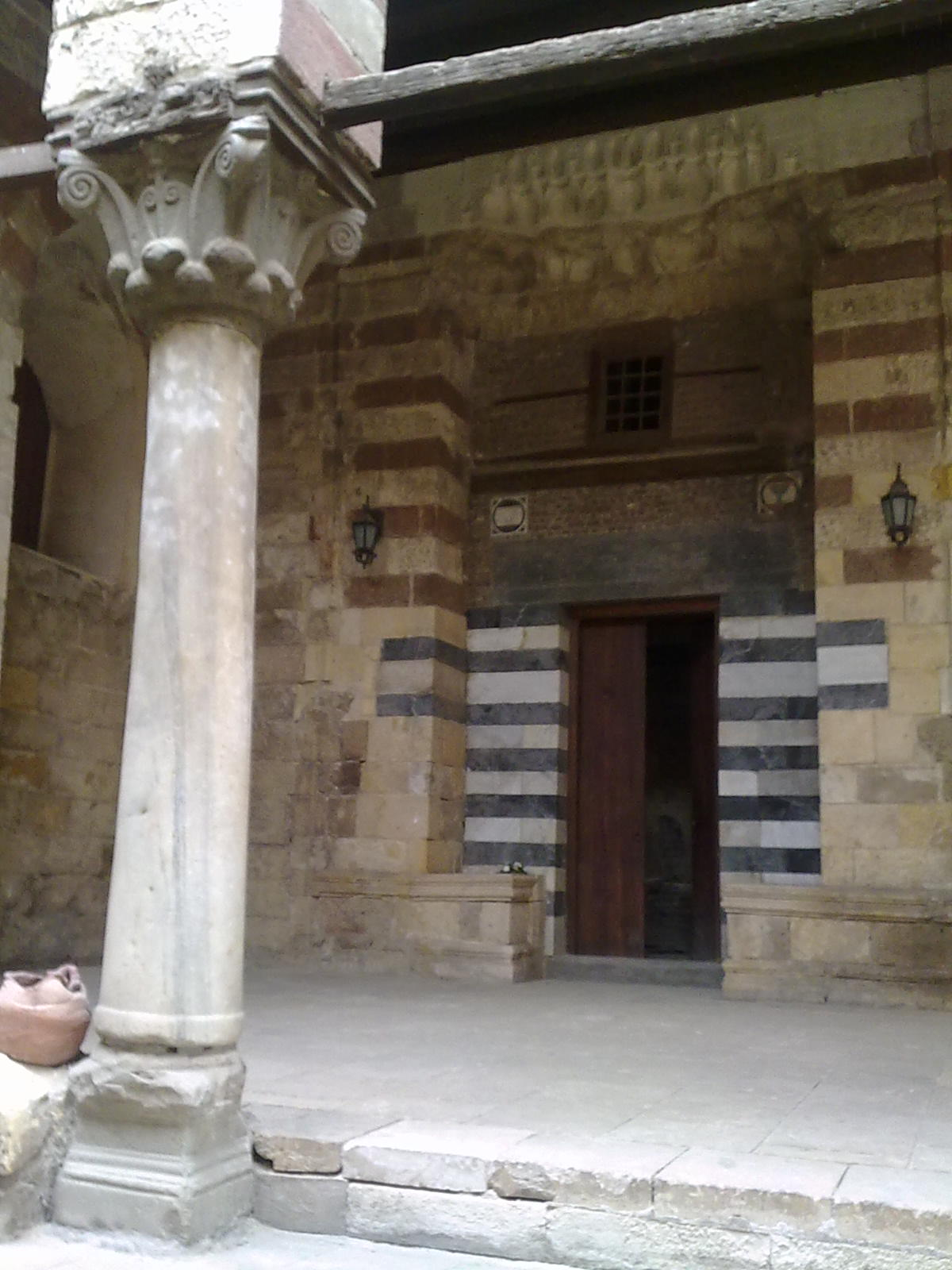
عمود رخامي له تاج كورنثي

فإذا كانت كل هذه المراحل وكل هذه الدقة من أجل جزء من التكوين الخشبي في بعض أجزاء القصر فلنا أن نتخيل حجم العمل الذي تم في عشرات التفاصيل الأخرى من أرضيات وجدران وأعمدة وسلالم وأجزاء معدنية وغيرها من المكونات.. ألم نؤكد لكم منذ البداية انها ملحمة متكاملة وليست مجرد عملية انقاذ! ومما يؤكد انها ملحمة هذا الكم الهام والمثير من الاكتشافات التي صاحبت عمليات الإنقاذ والترميم والتي كان أهمها وأكثرها اثارة حوض ضخم لأسماك الزينة تم استخدامه من أجل اضفاء لمسة جمالية وان كان هناك رأي بأن هذا الحوض ربما تم استخدامه كحمام سباحة لجواري القصر!
كما تم الكشف عن نافورة بالمقعد الأرضي وساقية تعلو بئر ماء كانت مخصصة لسقاية الدواب وري الحديقة وكذلك عمود رخامي له تاج كورنثي يعود للعصر البيزنطي وصهريج مياه كان مصدرا لتغذية سبيل علي أغا الملحق بالقصر ومجموعة من المجارير الفخارية وهي تماثل تقريبا أنابيب الصرف في عصرنا الحديث وأحواض للدواب بعضها بجوار المدخل المؤدي الي المقعد الأرضي وبعضها علي طرف القصر في الجهة المطلة علي شارع السيوفية وعدد آخر من الاكتشافات الهامة.

## حاليا
حاليا يقام في القصر العديد من الحفلات للاحتفاء بالموسيقى العربية، ويقام العديد من ورش العمل للأطفال كالرسم والغناء والنحت
وبعض الندوات واللقاءات السياسية بعد ثورة 25 يناير

## سبيل وكُتاب علي أغا دار السعادة
أما القطاع الثاني الذي امتدت اليه يد الإصلاح والترميم فهو سبيل وكتاب علي أغا دار السعادة وهذا الأثر بأكمله جزء من قصر الأمير طاز استقطعه الأمير علي أغا من القصر بعد هجره وتهدمه حوالي عام 1715م وشيد عليه سبيل مياه لسقاية الحارة يعلوه كتاب لتحفيظ القرآن وهو من طراز الأسبلة ذات الشباك الواحد وقد عاني هذا المبني من سوء الاستخدام لفترات طويلة مما أدي الي طمس بعض أجزاء من أرضياته وطلاء حوائطه كما ملأته التشققات والشروخ وكذلك كان السلم الحجري الذي يربط بين السبيل والكتاب في حالة سيئة للغاية.
وقد تم علاج كل هذه العيوب خلال عمليات الترميم التي قامت بإعادة البياض بمون متوافقة مع مواد المون الأصلية واستبدال الأرضيات غير الأثرية وفقا للأصل الأثري كما تم حقن شروخ السلم وتأمينها.

## وصلات خارجية
- الموقع الرسمي لقصر الأمير طاز نسخة محفوظة 2 أغسطس 2011 على موقع واي باك مشين.
- قصر الأمير طاز.. التاريخ والعراقة في مركز ثقافي هام
- متحف جديد في قصر «الأمير طاز»: إنجي أفلاطون.. ألوان وحركات الفنانة الأرستقراطية[وصلة مكسورة]
- الدليل السياحي لمدينة القاهرة» مزارات اثرية» القاهرة الإسلامية» قصر الأمير طاز
- «حكاية ميدان».. على مسرح قصر الأمير طاز